# Наџран
Наџран (арап. ‏نجران) је град у Саудијској Арабији у провинцији Наџран. Према процени из 2004. у граду је живело 246.880 становника.

## Становништво
Према попису, у граду је 2004. живело 246.880 становника.
| 1974.  | 1992.  | 2004.   |
| ------ | ------ | ------- |
| 47.502 | 90.983 | 246.880 |